# Caio Otávio (equestre)
Caio Otávio (em latim: Gaius Octavius) foi um oficial romano que esteve ativo durante o século III a.C.. Era filho do questor de 230 a.C. Cneu Otávio Rufo e irmão de Cneu Otávio, pretor em 205 a.C.. Um membro da ordem equestre, somente é conhecido por pertencer a ordem. Diferente dos descendentes de seu irmão que ocuparam altas magistraturas, seus descendentes somente foram equestres. Ele foi o tataravô do imperador Augusto (r. 27 a.C.–14 d.C.) e foi pai do tribuno militar Caio Otávio